# MyKey
MyKey – samochodowy system bezpieczeństwa zaprojektowany i wdrożony przez Ford Motor Company. Pozwala na kontrolę użytkowania pojazdu polegającą na ustawieniu pewnych ograniczeń, poprzez włączenie funkcji (MyKey) dla danego kluczyka.. Wówczas, w momencie uruchomienia pojazdu kluczykiem, na którym ustawiona została blokada MyKey, ograniczenia zostają automatycznie wprowadzone. Technologia jest kierowana szczególnie do rodziców, którzy chcą udostępniać swój samochód dzieciom lub innym młodym kierowcom.
Należy również wspomnieć, że blokadę MyKey, nałożoną na dany kluczyk, można wyłączyć tylko, gdy posiada się drugi klucz, w którym blokada nie została uruchomiona - to bardzo ważne.

## Funkcje
- Kontrola prędkości – daje właścicielowi możliwość zaprogramowania kluczyka tak, aby samochód nie mógł przekroczyć np. 100 km/h.
- Głośność audio – ograniczenie głośności systemu audio.
- Zapięcie pasów – niezapięcie pasów będzie skutkowało uciążliwym dźwiękiem płynącym z głośników oraz wyłączeniem systemu audio.
- Dodatkowe funkcje
  - wcześniejsze przypomnienie o niskim stanie paliwa
  - blokada wyłączenia kontroli trakcji.